# Limonia phragmitidis
Limonia phragmitidis är en tvåvingeart som först beskrevs av Franz Paula von Schrank 1781.  Limonia phragmitidis ingår i släktet Limonia och familjen småharkrankar. Arten är reproducerande i Sverige. Inga underarter finns listade i Catalogue of Life.